# Allen County (Kentucky)
Das Allen County ist ein County im US-Bundesstaat Kentucky. Das U.S. Census Bureau hat bei der Volkszählung 2020 eine Einwohnerzahl von 20.588 ermittelt.
Der Verwaltungssitz (County Seat) ist Scottsville, das nach Gouverneur Charles Scott benannt wurde. Das County gehört zu den Dry Countys, was bedeutet, dass der Verkauf von Alkohol eingeschränkt oder verboten ist.

## Geographie

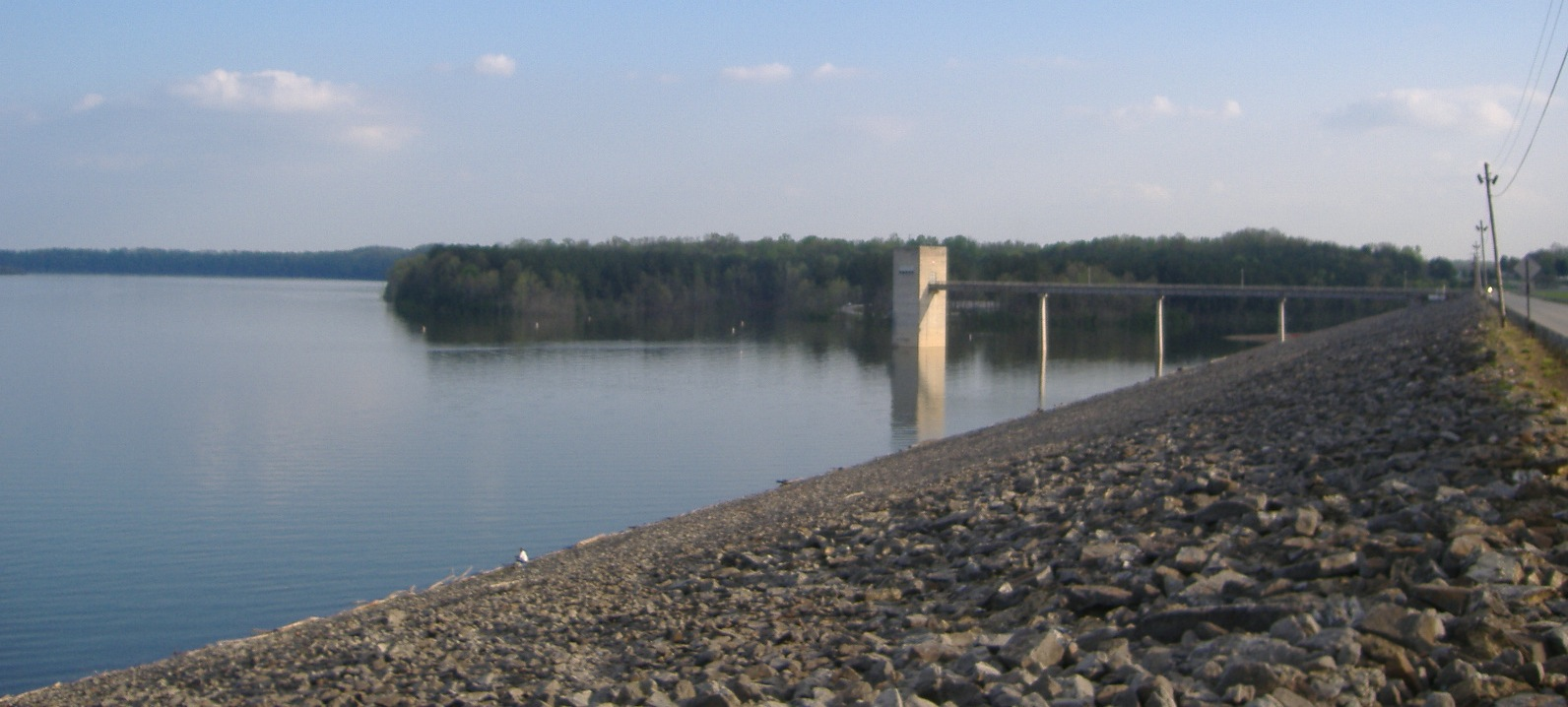
Barren River Lake

Das County liegt im Süden von Kentucky, grenzt im Süden an den Bundesstaat Tennessee und hat eine Fläche von 912 Quadratkilometern, wovon 15 Quadratkilometer Wasserfläche sind.
Im Osten wird das County vom Barren River Lake begrenzt, einem Stausee des Barren River.
An das Allen County grenzen folgende Countys:
| Warren County             |  | Barren County            |
| Simpson County            |  | Monroe County            |
| Sumner County (Tennessee) |  | Macon County (Tennessee) |

## Geschichte
Das Allen County wurde am 11. Januar 1815 aus ehemaligen Teilen des Barren County und des Warren County gebildet. Benannt wurde es nach John Allen (1771–1813), der bei der Schlacht von River Raisin des Britisch-Amerikanischen Krieges 1813 getötet wurde.
Ein Feuer im Gerichtsgebäude zerstörte am 2. Oktober 1902 viele Dokumente.
11 Bauwerke und Stätten des Countys sind im National Register of Historic Places eingetragen (Stand 5. September 2017).

## Demografische Daten
Nach der Volkszählung im Jahr 2010 lebten im Allen County 19.956 Menschen in 7.099 Haushalten. Die Bevölkerungsdichte betrug 22,2 Einwohner pro Quadratkilometer.
Ethnisch betrachtet setzte sich die Bevölkerung zusammen aus 97,0 Prozent Weißen, 0,8 Prozent Afroamerikanern, 0,3 Prozent amerikanischen Ureinwohnern, 0,2 Prozent Asiaten sowie aus anderen ethnischen Gruppen; 1,3 Prozent stammten von zwei oder mehr Ethnien ab. Unabhängig von der ethnischen Zugehörigkeit waren 1,5 Prozent der Bevölkerung spanischer oder lateinamerikanischer Abstammung.
In den 7.099 Haushalten lebten statistisch je 2,59 Personen.
24,5 Prozent der Bevölkerung waren unter 18 Jahre alt, 60,8 Prozent waren zwischen 18 und 64 und 14,7 Prozent waren 65 Jahre oder älter. 50,9 Prozent der Bevölkerung war weiblich.
Das jährliche Durchschnittseinkommen eines Haushalts lag bei 36.563 USD. Das Prokopfeinkommen betrug 16.331 USD. 17,9 Prozent der Einwohner lebten unterhalb der Armutsgrenze.

## Orte im Allen County
City
- Scottsville

Unincorporated Communities
- Adolphus
- Allen Springs
- Alonzo
- Amos
- Bornes Ford
- Butlersville
- Cedar Springs
- Chapel Hill
- Clare
- Eubanks Ford
- Fleet
- Forest Springs
- Gainesville
- Halfway
- Halifax
- Holland
- Maynard
- McElroy Ford
- Meador
- Mount Aerial
- Mount Zion
- New Roe
- Oak Forest
- Petroleum
- Pope
- Port Oliver Ford
- Raley Ford
- Red Hill
- Rodemer
- Settle
- Trammel
- Walnut Hill
- West Fork
- Yesse

## Gliederung
Das Allen County ist in 5 Census County Divisions (CCD) eingeteilt:
| CCD         | Einwohner (2010) | Einwohner (2020) | FIPS     |
| ----------- | ---------------- | ---------------- | -------- |
| Adolphus    | 3.291            | 3.348            | 21-90024 |
| Halfway     | 2.703            | 2.868            | 21-91560 |
| Holland     | 1.600            | 1.413            | 21-91760 |
| Scottsville | 9.177            | 4.299            | 21-93112 |
| Settle      | 3.185            | 3.295            | 21-93136 |